# Estación Trail
Trail es una estación de ferrocarril de la localidad del mismo nombre, ubicada en la provincia de Santa Fe, Argentina.

## Servicios
No presta servicios de pasajeros, sólo de cargas. Sus vías corresponden al Ramal CC del Ferrocarril General Belgrano. Sus vías e instalaciones están a cargo de la empresa estatal Trenes Argentinos Cargas.
Se encuentra precedida por el Estación Cañada Rosquín y le sigue la Estación Sastre.